# Тулпар (село)
Тулпа́р (каз. Тұлпар) — село у складі Мактааральського району Туркестанської області Казахстану. Входить до складу Мактааральського сільського округу.
У радянські часи село називалось Іскра.
Населення — 207 осіб (2021; 218 у 2009, 172 у 1999, 258 у 1989).